# 东海站 (辽宁省)
东海站是大连地铁2号线的地铁站，位于中国辽宁省大连市中山区港隆路与东峦街交叉口，于2017年6月7日开通。

## 车站结构
东海站沿港隆路东西设置，为地下一层侧式站台车站，车站长159.7米，标准段宽48.1米，车站地下一层为站厅层及站台层，地下二层设换向通道，站台设置全高站台门。车站西侧设置一条单渡线，东侧设置交叉渡线，渡线后设有两条存车线。
| 地面                         | 出入口     | A、B、C、D出入口 |
| 地下一层                     | 站厅及站台 | \| 客服中心、自动售票机、验票机 \| \| \| \| 側式 · 開右邊车门 \| \| \| \| \| \| █ 2号线往大连北站（东港） \| \| \| \| █ 2号线往海之韵（終點站） \| \| 側式 · 開右邊车门 \| \| \| \| 客服中心、自动售票机、验票机 \| \| \| |
| 地下二层                     | 换向通道   | |
| 客服中心、自动售票机、验票机 |            | |
| 側式 · 開右邊车门            |            | |
|                              |            | █ 2号线往大连北站（东港） |
|                              |            | █ 2号线往海之韵（終點站） |
| 側式 · 開右邊车门            |            | |
| 客服中心、自动售票机、验票机 |            | |

## 车站出口
东海站共设4个出口，各出口及周围设施如下所示：
| 出口编号            | 照片 | 出口指示         | 建议前往的目的地 |
| ------------------- | ---- | ---------------- | ---------------- |
| A · 出口 · （设有） |      | 港隆路（西南侧） | 国合锦府，国滨苑 |
| B · 出口            |      | 港隆路（东南侧） | 国滨苑           |
| C · 出口 · （设有） |      | 港隆路（东北侧） | 保利天禧         |
| D · 出口            |      | 港隆路（西北侧） | 首开国风华韵     |
| 图例： 设有         |      |                  |                  |

## 接驳交通

### 公交车
- 东海地铁站：536路

## 车站历史
车站建设时期工程名为东海公园站，规划为2号线终点站，后公示本站命名为海之韵站。2014年，2号线延伸段工程在本站东侧新增一站一区间，新增车站命名为海之韵站，本站改名为东海站。
- 2015年5月22日，车站随2号线二期工程东段通车开通[1]。